# Лазерна арфа
Лазерна арфа (англ. laser harp), застос. променева арфа — електронний музичний інструмент, що являє собою кілька лазерних променів, які перекривають, за аналогією з щипками струн звичайної арфи. 

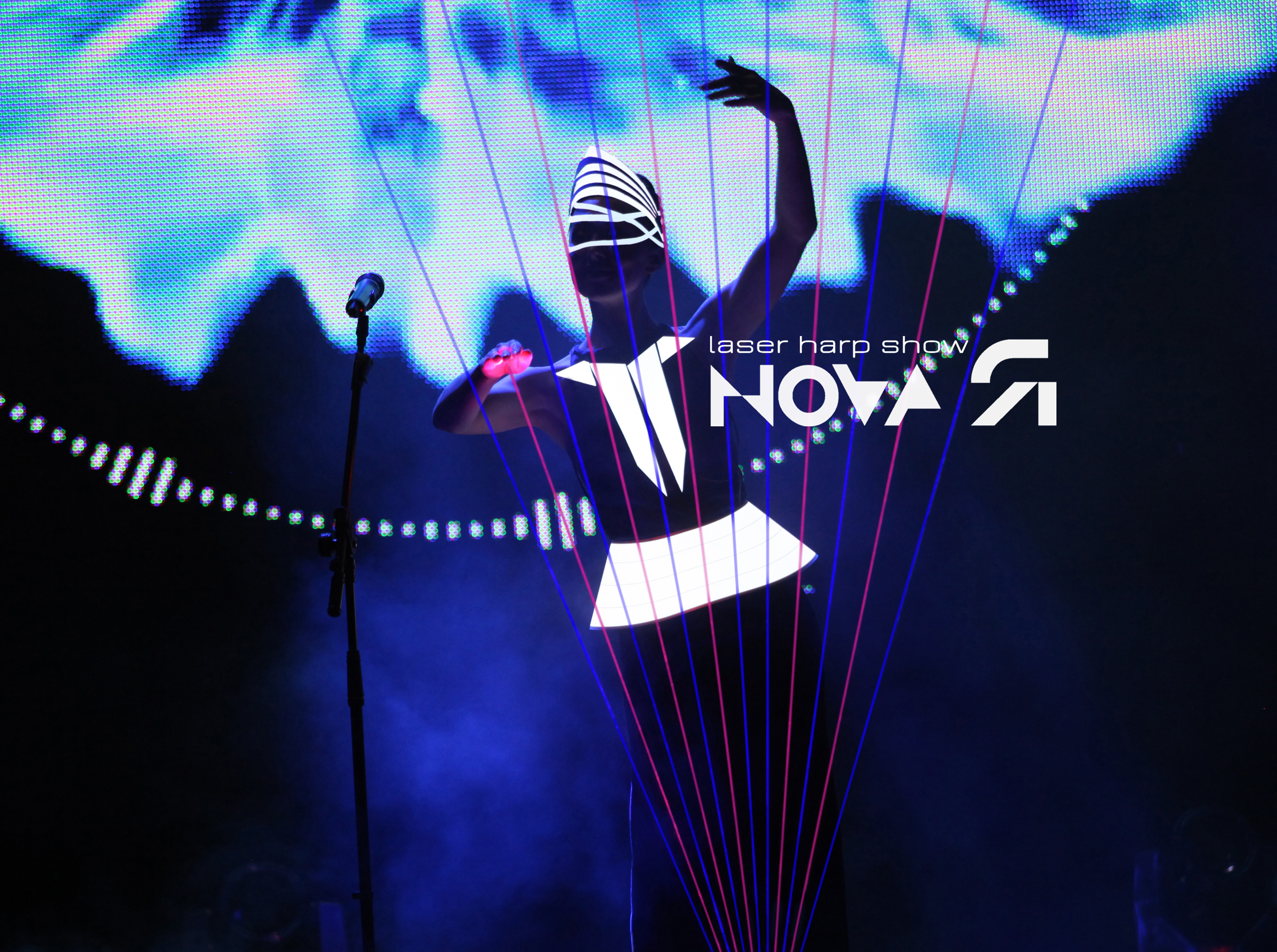
[http://www.lafestamusic.info/ru/vm/lazer-arfa лазерна арфа (українське шоу "новаЯ")

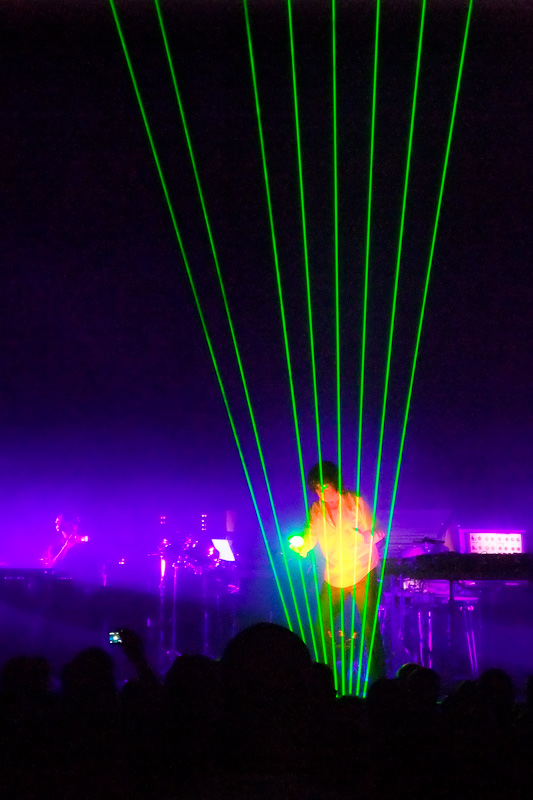
Жан-Мішель Жарр, що грає на лазерній арфі

Сконструйована німецьким винахідником Бернардом Зайнером в квітні 1981 року і початково була досить небезпечною через значну потужність застосовуваного лазеру. Для уникнення травм при грі на інструменті використовувались спеціальні окуляри та рукавиці з азбесту. Пізніше стали застосовувати слабші, безпечніші лазери. Інструмент має фотоелектричний принцип дії — кожен з лазерних променів потрапляє на фотоелемент, сигнал з якого управляє роботою синтезатора. В основному інструмент використовується для проведення концертів. Відомими виконавцями є Бернард Шайнер, Жан-Мішель Жарр, Клод Ліфанте, Себастьян Памарт.
У 2008 році італійський інженер Мауріціо Карелл (Maurizio Carelli) розробив портативні двоколірну лазерну арфу «KromaLASER KL-250», що використовувала промені потужністю 80-100 mW, а пізніше «KromaLASER KL-450». За аналогією з фортепіано, зелені промені відповідали основним та похідним ступеням звукоряду. У другій половині 2010 року Мауріціо Карелл також розробив повну колірну версію лазерного пристрою, повністю «plug & play», не залежну від денного світла автономну модель (з 1W лазером) під назвою «KromaLASER KL-PRO», а також іншу версію Лазерної Арфи, здатну управляти лазерними сканерами ILDA, використовуючи синій/блакитний колір для реалізації першого багатоколірного лазерного регулятора: «KL-Kontrol», прототипом якого був «KL-ILDA».
Двоколірна лазерна арфа — один із різновидів променевої арфи.
Розроблена у 2008 році італійським інженером Мауріціо Кареллі, який мав ідею удосконалення лазерної арфи. Цей пристрій має одну повну октаву утворену від поєднання променів двох кольорів, найчастіше зелених та червоних. Одним кольором (зеленим) позначаються діатонічні ноти (до, мі, ля тощо), а іншим (червоним) — хроматичні (до дієз, сі бемоль і т.д.). Поєднання обох видів лазерів надає можливість виконавцю грати як діатонічні мелодії, так і ті, що містять понижені або підвищені ступені. Наразі двоколірні лазерні арфи знаходяться у виробництві.

## Безпека при грі
Виготовлення лазерних променів, видимих у звичайному повітрі, вимагає досить потужного лазера, а це принаймні 20 мВт, залежно від типу лазеру та конструкції приладу. Тим не менш, на практиці для отримання візуально вражаючих результатів, далебі, потужність променя може зростати до 500 мВт або більше. У будь-якому випадку лазери, як правило, створюють значний ризик опіку шкіри та пошкодження очей. Тому деякі гравці користуються рукавичками та захисними окулярами.

## Концерти Жана-Мішеля Жарра
Жан-Мішель Жарр використовує променеву арфу фактично на кожному своєму концерті, за винятком "Аеро" та "30-річного туру Oxygene". Він майже завжди використовує її у своїх піснях. 
Перша променева арфа, яку використовував Жан-Мішель Жарр на концертах у Китаї., була виготовлена французьким інженером Дені Карнус, що жив на півдні Франції і часто співпрацював із Бернардом Шайнером.
Також Жан Мішель Жарр час від часу використовував арфи й інших майстрів, наприклад, арфа Філіпа Герре — на концертах в Х'юстоні, Ліоні та Лондоні, а інструмент Клода Ліфанте — під час концерту La Defense.

## Сучасні артисти
В Україні шоу з використанням лазерної арфи займається проект "новаЯ". Солістка проекту (співачка Ольга Россі) отримала нарогоду "Жінка третього тисячоліття" за вклад у розвиток сучасної музики. Шоу "новаЯ" поєднало виступ з живою грою на лазерних променях різноманітними звуками, спів трьома вокальними манерами (оперною, аутентичною та естрадною), дивовижний світовий костюм, відео проєкцію. 

У 2018 лазерну арфу було встановлено у Чернівцях у закладі «Вернісаж на панській»